# La Graverie
La Graverie est une ancienne commune française, située dans le département du Calvados en région Normandie, devenue le 1er janvier 2016 une commune déléguée au sein de la commune nouvelle de Souleuvre en Bocage.
Elle est peuplée de 1 179 habitants.

## Géographie
La commune est au cœur du Bocage virois, sur la Vire. L'atlas des paysages de la Basse-Normandie la situe au centre de l'unité du Bassin de Vire caractérisée par « un ancien bocage fortement dégradé par les mutations agricoles » et un « habitat dispersé […] de schiste aux toits d’ardoise ». Son bourg est à 6 km au sud-ouest du Bény-Bocage, à 6,5 km au nord de Vire et à 19 km au sud de Torigni-sur-Vire.
Le sud-ouest du territoire est traversé par la route départementale no 674, ancienne route nationale 174, qui traverse le bourg d'Étouvy voisin et permet l'accès à l'A84 par l'entrée 40 à Guilberville à 12 km au nord. Au sud, la D 674 rejoint Vire. Autre ancienne nationale (N 177), la D 577 reliant Caen à Vire emprunte le sud-est du territoire et permet un autre accès, vers Caen, à l'A84 par l'entrée 42 à Coulvain. La D 311 joint le bourg à Burcy au sud-est et la D 109 le relie au Bény-Bocage au nord-est.

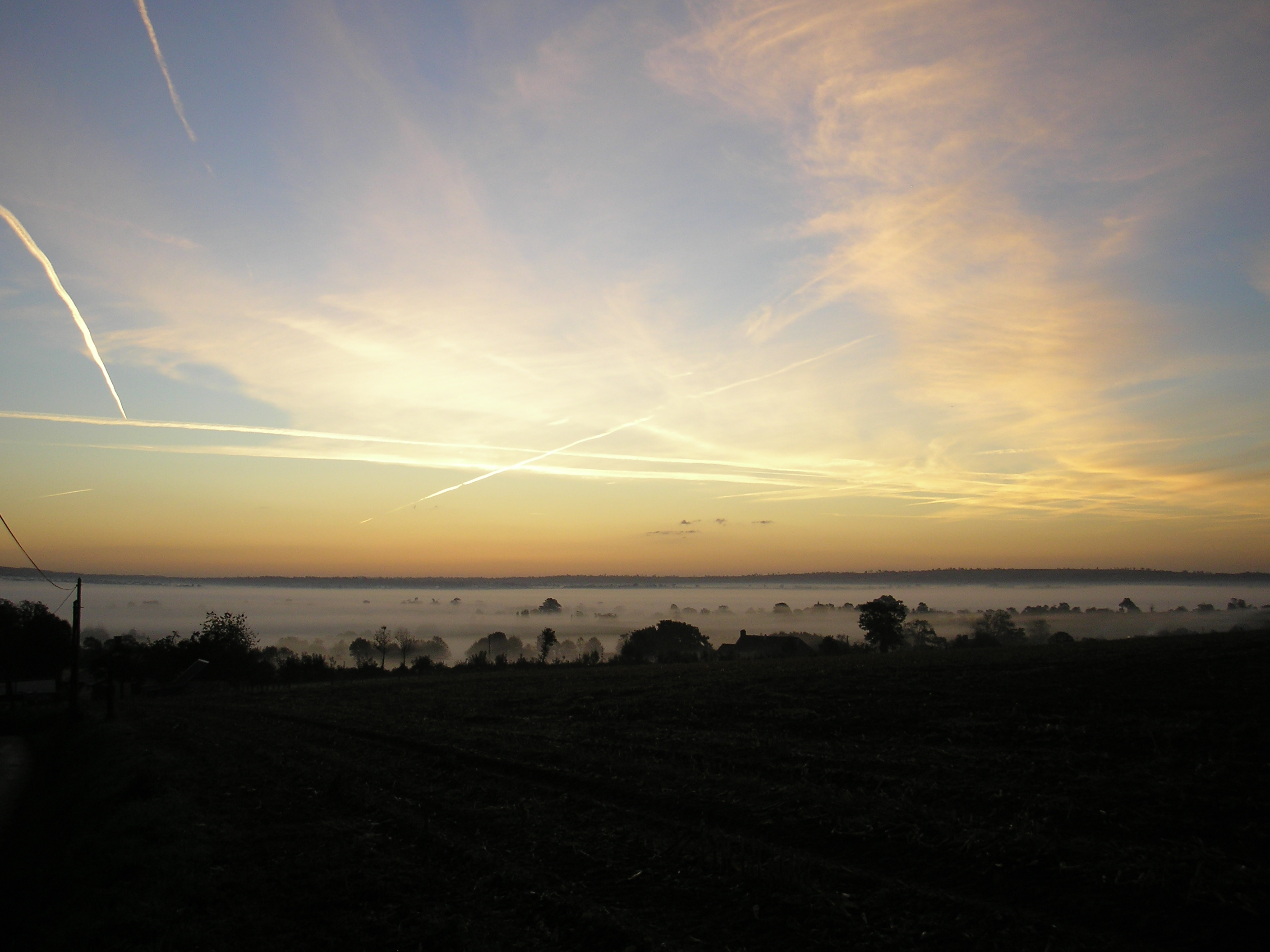
Vue depuis les hauteurs de Sainte-Marie-Laumont vers le paysage embrumé du bassin de la Vire du sud de Sainte-Marie et du nord de La Graverie.

La Graverie est entièrement dans le bassin de la Vire qui limite le territoire à l'ouest. Son affluent, le ruisseau des Haises, borde la commune au nord, limite prolongée à l'est par le ruisseau de la Planche Vittard qui lui donne ses eaux.
Le point culminant (165 m) se situe au sud-est, près des lieux-dits le Brieu et le Parc Pic, sur une pente en limite avec Burcy où le sommet atteint 247 m. Le point le plus bas (79 m) correspond à la sortie de la Vire du territoire, au nord-ouest. La commune est étalée sur quatre vallons correspondant à autant d'affluents de la Vire.
La pluviométrie annuelle avoisine les 900 mm, valeur la plus basse du Bocage virois.
Les principaux lieux-dits sont, du nord-ouest à l'ouest, dans le sens horaire, la Minière, les Quarterons, la Cointerie, la Minotière, la Hoguette, la Maubandière, la Locherie, la Picardière, les Graveries, Guillardel, la Diablère, Cante-Raine, la Vallée, la Larcherie, les Frairies, la Servicière, le Calvaire, la Lande, la Brunetière, la Chapelle aux Huants, la Forge, les Champs Vautier, le Pont du Mesnil, le Queillet, le Parc Pic, le Brieu, le Bas, la Bistière, la Mière, la Carvillière, la Blanquière, la Ruaudière, les Carrières, le Blanc Caillou, la Clouette, la Lande Peschard, le Bourg et la Chapelle Madeleine.
| Sainte-Marie-Laumont (comm. nouv. de Souleuvre en Bocage) | Carville (comm. nouv. de Souleuvre en Bocage), Le Bény-Bocage (comm. nouv. de Souleuvre en Bocage) | Le Reculey (comm. nouv. de Souleuvre en Bocage) |
| Étouvy (comm. nouv. de Souleuvre en Bocage)               | La Graverie                                                                                        | Le Désert (comm. nouv. de Valdallière)          |
| Coulonces (comm. nouv. de Vire Normandie)                 | Vire (comm. nouv. de Vire Normandie)                                                               | Burcy (comm. nouv. de Valdallière)              |

## Toponymie
Le nom de la localité est attesté sous la forme Gravaria en 1261. Le toponyme serait issu du bas latin grava, « pierre », ou du gaulois grava, « sable ». En ancien français, une graverie désignait une « espèce de corvée ».
Le gentilé est  Graverois.

## Histoire
Le 1er janvier 2016, La Graverie intègre avec dix-neuf autres communes la commune de Souleuvre-en-Bocage créée sous le régime juridique des communes nouvelles instauré par la loi no 2010-1563 du 16 décembre 2010 de réforme des collectivités territoriales. Les communes de Beaulieu, Le Bény-Bocage, Bures-les-Monts, Campeaux, Carville, Étouvy, La Ferrière-Harang, La Graverie, Malloué, Montamy, Mont-Bertrand, Montchauvet, Le Reculey, Saint-Denis-Maisoncelles, Sainte-Marie-Laumont, Saint-Martin-des-Besaces, Saint-Martin-Don, Saint-Ouen-des-Besaces, Saint-Pierre-Tarentaine et Le Tourneur deviennent des communes déléguées et Le Bény-Bocage est le chef-lieu de la commune nouvelle.

## Politique et administration

### Tendances politiques et résultats
Candidats ou listes ayant obtenu plus 5 % des suffrages exprimés lors des dernières élections politiquement significatives :
- Régionales 2015[9] :
  - 1er tour (54,32 % de votants) : Union de la droite (Hervé Morin) 32,06 %, Union de la gauche (Nicolas Mayer-Rossignol) 25,05 %, FN (Nicolas Bay) 21,23 %, EÉLV (Yanic Soubien) 6,37 %, DLF (Nicolas Calbrix) 5,94 %.
  - 2e tour (67,28 % de votants) : Union de la droite (Hervé Morin) 39,73 %, Union de la gauche (Nicolas Mayer-Rossignol) 39,04 %, FN (Nicolas Bay) 21,23 %.
- Européennes 2014[10] (42,57 % de votants) : FN (Marine Le Pen) 22,28 %, UMP (Jérôme Lavrilleux) 21,73 %, PS-PRG (Gilles Pargneaux) 14,76 %, UDI - MoDem (Dominique Riquet) 11,42 %, EÉLV (Karima Delli) 8,91 %, DLR (Jean-Philippe Tanguy) 6,41 %.
- Législatives 2012[11] :
  - 1er tour (67,91 % de votants) : Alain Tourret (PRG) 45,50 %, Jean-Yves Cousin (UMP) 37,97 %, Marie-Françoise Lebœuf (FN) 6,87 %.
  - 2e tour (67,36 % de votants) : Alain Tourret (PRG) 56,13 %, Jean-Yves Cousin (UMP) 43,87 %.
- Présidentielle 2012[12] :
  - 1er tour (85,43 % de votants) : François Hollande (PS) 30,16 %, Nicolas Sarkozy (UMP) 25,46 %, Marine Le Pen (FN) 13,32 %, François Bayrou (MoDem) 12,53 %, Jean-Luc Mélenchon (FG) 10,18 %.
  - 2e tour (87,29 % de votants) : François Hollande (PS) 57,30 %, Nicolas Sarkozy (UMP) 42,70 %.

### Administration municipale
| Période                                  | Période       | Identité        | Étiquette | Qualité                                     |
| ---------------------------------------- | ------------- | --------------- | --------- | ------------------------------------------- |
| 1829                                     |               | Vasnier         |           |                                             |
| 1862                                     |               | Thouroude       |           |                                             |
| 1875                                     |               | Leconte         |           |                                             |
| 1894                                     |               | Restout         |           |                                             |
|                                          |               |                 |           |                                             |
| 1959                                     | 1995          | André Lerebours |           | Agriculteur, conseiller général (1979-1998) |
| 1995                                     | mars 2013     | Michel Leconte  | SE        | Agriculteur                                 |
| mai 2013                                 | décembre 2015 | Gérard Feuillet | SE        | Retraité de l’agroalimentaire               |
| Les données manquantes sont à compléter. |               |                 |           |                                             |

Le conseil municipal était composé de quinze membres dont le maire et quatre adjoints. Ces conseillers intègrent au complet le conseil municipal de Souleuvre-en-Bocage le 1er janvier 2016 jusqu'en 2020 et Gérard Feuillet devient maire délégué.

## Démographie
En 2022, la commune comptait 1 179 habitants. Depuis 2004, les enquêtes de recensement dans les communes de moins de 10 000 habitants ont lieu tous les cinq ans (en 2004, 2009, 2014, etc. pour La Graverie) et les chiffres de population municipale légale des autres années sont des estimations.
Au XIXe siècle, La Graverie a compté jusqu'à 990 habitants en 1841. Ce maximum n'a été dépassé qu'au recensement de 1990. Selon les recensements récents, elle est tantôt la commune la plus peuplée du canton du Bény-Bocage (1999), tantôt la seconde (2006, 2010) après Saint-Martin-des-Besaces.
| 1793 | 1800 | 1806 | 1821 | 1831 | 1836 | 1841 | 1846 | 1851 |
| ---- | ---- | ---- | ---- | ---- | ---- | ---- | ---- | ---- |
| 883  | 774  | 901  | 965  | 924  | 988  | 990  | 956  | 975  |

| 1856 | 1861 | 1866 | 1872 | 1876 | 1881 | 1886 | 1891 | 1896 |
| ---- | ---- | ---- | ---- | ---- | ---- | ---- | ---- | ---- |
| 919  | 929  | 821  | 793  | 776  | 804  | 915  | 762  | 747  |

| 1901 | 1906 | 1911 | 1921 | 1926 | 1931 | 1936 | 1946 | 1954 |
| ---- | ---- | ---- | ---- | ---- | ---- | ---- | ---- | ---- |
| 692  | 662  | 691  | 642  | 644  | 665  | 636  | 583  | 548  |

| 1962 | 1968 | 1975 | 1982 | 1990  | 1999  | 2004  | 2009  | 2014  |
| ---- | ---- | ---- | ---- | ----- | ----- | ----- | ----- | ----- |
| 617  | 626  | 674  | 874  | 1 038 | 1 122 | 1 122 | 1 138 | 1 184 |

| 2018  | - | - | - | - | - | - | - | - |
| ----- | - | - | - | - | - | - | - | - |
| 1 184 | - | - | - | - | - | - | - | - |

## Économie
Parmi les activités agro-alimentaires situées sur le territoire de la commune, on peut citer notamment celles de la ferme de la Blanquière, spécialisée dans les modes de productions biologiques et partenaire de l'une des AMAP du Calvados.

## Lieux et monuments

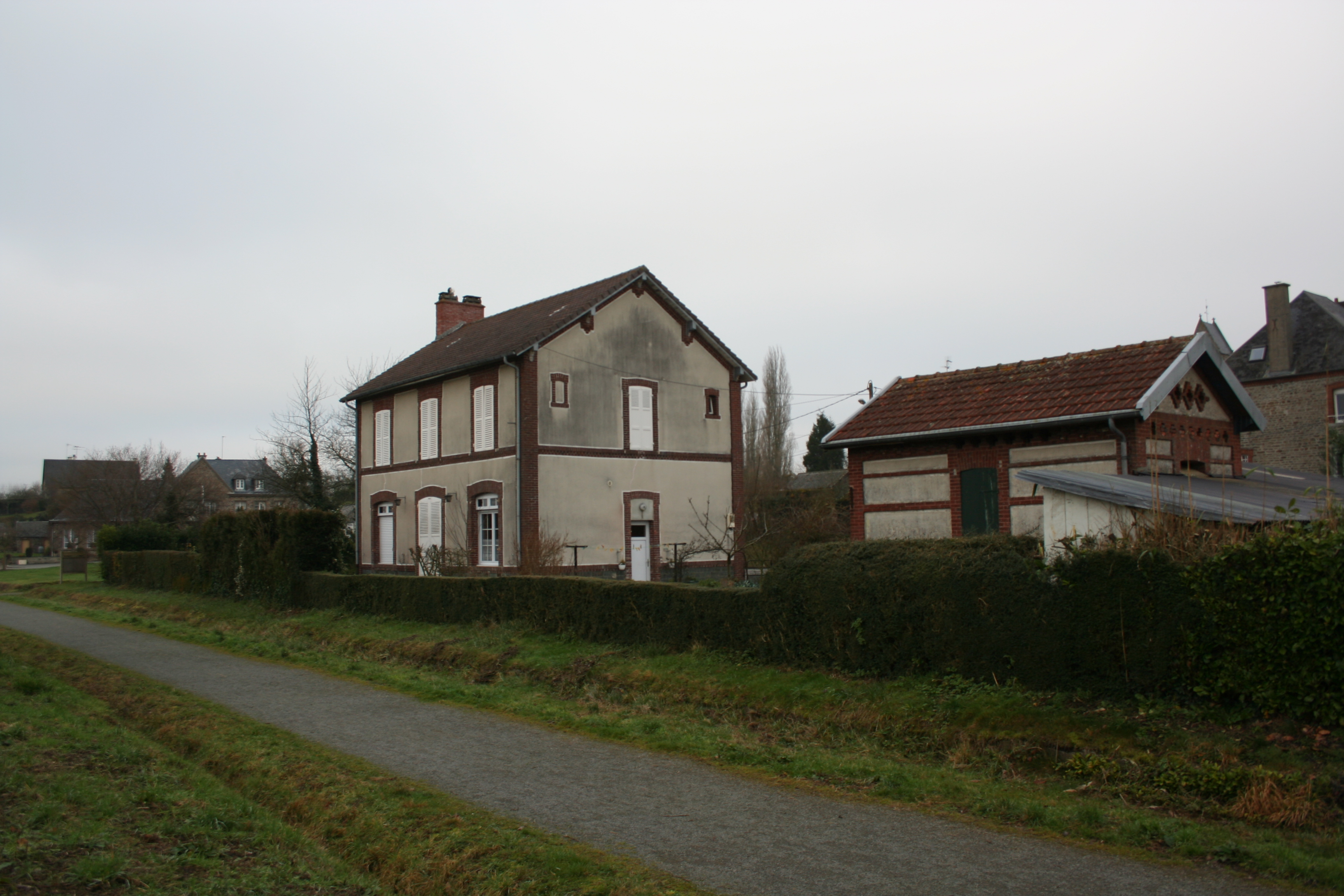
L'ancienne gare.

- L'église Notre-Dame (XIIIe siècle), inscrite aux Monuments historiques. Elle abrite une statue de saint Jean-Baptiste classée à titre d'objet[21].
- La mairie (XIXe siècle).
- L'ancienne gare (XIXe siècle).

## Activité et manifestations

### Sports
L'Union sportive intercommunale de La Graverie fait évoluer deux équipes de football en divisions de district.

### Jumelages
- Salins-les-Thermes (France).

## Personnalités liées à la commune
- Alexandre, baron des Rotours (1806 au château de la Ruaudière à La Graverie-1868), fut député du Nord dans le groupe de la majorité dynastique de 1863 à 1868[23].